# Río Güeimil
El río Güeimil es un pequeño riachuelo del municipio español de Codos, en la provincia de Zaragoza. El Güeimil vierte sus aguas al río Grío, que a su vez lo hace en el río Jalón, y este, en el río Ebro, que desemboca en el mar Mediterráneo.
- Datos: Q6115218